# Michael Raffl
Michael Raffl, född 1 december 1988 i Villach, Österrike, är en österrikisk professionell ishockeyspelare som spelar för Washington Capitals i NHL.
Han har tidigare spelat på NHL-nivå för Philadelphia Flyers och på lägre nivåer för Adirondack Phantoms i AHL, Leksands IF i Hockeyallsvenskan samt EC VSV i EBEL.

## NHL

### Philadelphia Flyers
Den 31 maj 2013 skrev Raffl på ett tvåårsskontrakt med NHL-klubben Philadelphia Flyers.

### Washington Capitals
Den 12 april 2021 tradades han till Washington Capitals i utbyte mot draftval i femte rundan i NHL-draften 2021.

## Privatliv
Michael Raffls bror Thomas Raffl är också ishockeyspelare och har bland annat spelat i Luleå HF.

## Spelarkarriär
- Villacher SV 2004–2011
- Leksands IF 2011–2013
- Philadelphia Flyers 2013–2021
- Washington Capitals 2021–